# Overvallers in de dierentuin
Overvallers in de dierentuin is een Nederlandse film uit 1984 van Christ Stuur. Het verhaal is gebaseerd op het boek Overvallers in de dierentuin van Ciny Peppelenbosch.
De film werd grotendeels opgenomen in Dierenpark Amersfoort.

## Rolverdeling
| Acteur            | Personage          |
| ----------------- | ------------------ |
| Lex de Regt       | Ros                |
| Paul van Soest    | Plumming           |
| Maurice Schmeink  | Haas               |
| Miranda Sanders   | Sonja              |
| Martin Versluys   | Steef              |
| Cor van Rijn      | Directeur Vereboer |
| Marlous Fluitsma  | Vlier              |
| Marina de Graaf   | Secretaresse Wendy |
| Bartho Braat      | Tractorman Piet    |
| Herman Haijemaije | Bladenman Kees     |
| Nico Schaap       | Agent Willem       |
| Tom van Beek      | Wachtcommandant    |
| Nico Jansen       | Pomphouder         |
| Anna Korterink    | Inspecteur Jansen  |
| Hans Leendertse   | Kapper             |
| Ger van der Grijn | Verkoper           |